# Мохово-Нове
Мохово-Нове (пол. Mochowo Nowe) — село в Польщі, у гміні Мохово Серпецького повіту Мазовецького воєводства.
Населення — 135 осіб (2011).
У 1975-1998 роках село належало до Плоцького воєводства.

## Демографія
Демографічна структура станом на 31 березня 2011 року:
|          | Загалом | Допрацездатний вік | Працездатний вік | Постпрацездатний вік |
| -------- | ------- | ------------------ | ---------------- | -------------------- |
| Чоловіки | 62      | 12                 | 43               | 7                    |
| Жінки    | 73      | 19                 | 43               | 11                   |
| Разом    | 135     | 31                 | 86               | 18                   |